# 送假名
送假名（日语：／ okurigana，發音：[okɯɾiɡana]），是指一個日语辭彙之中，汉字后面跟隨（即所謂）的假名，用来指示前面汉字的词性或读音。

## 實例
以底線標示的假名即為送假名（以單詞分割句子）

## 通則
昭和48年的内閣告示中（昭和56年一部改定）提出了送假名的基準。
- 用言 - 一般來說用言如果使用漢字表示，後面應該有送假名。原則上，活用語尾以送假名表記，然而形容詞 ・形容動詞之送假名有如下規則。
  - 形容詞 - 終止形以結束的形容詞，送假名從開始。
例：。
  - 形容動詞 - 語幹以結束的形容動詞，送假名分別從開始。
例：。
- 副詞・連體詞・接續詞 - 以最後音節為送假名。
例：。但在現時的日語中，則常常不用漢字，僅用平假名表示。
- 名詞 - 一般不用送假名。
- 派生語 - 參考原本的詞彙標註送假名，取最小公約，使漢字所承擔的訓讀在各詞彙間皆相同。例：（做為活用語尾）・（名詞）

## 書寫習慣

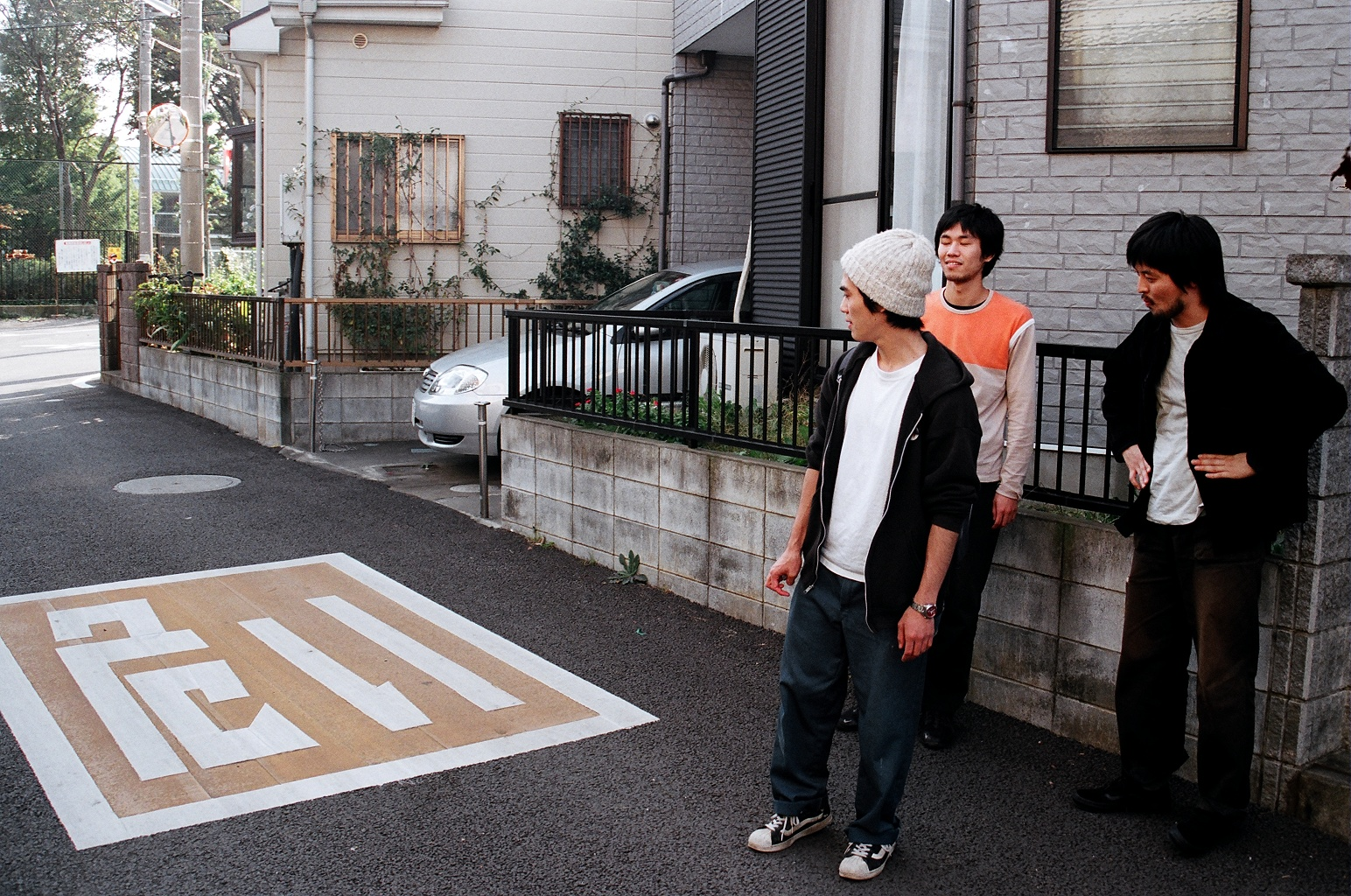
「あぶない」非規範的寫法「危い」，通行寫法為「危ない」。

日語使用者書寫送假名的方法或許有不同。這尤其常見於動詞連用形（ます形，masu形）接駁名詞的複合名詞，或者由動詞連用形加動詞組成的複合動詞。日本文部科學省已經規範了這類詞的寫法，一般原則是寫出送假名。例如（kurashikata，生活方式）一詞，由這個動詞的連用形，加而成，本是的送假名，不過，有時寫法也可以省略，寫成或，但仍然讀作。
不過，由於約定俗成的關係，有些詞語的送假名會被省略，例如：
- ：本作（uketsuke，接待）
- ：本作（hikiwatashi，引渡）
- ：本作（mōshikomi，申請）
- ：本作（iriguchi，入口）

在複合語中，送假名則應該省略，例如：
- ：本作（もうしこみようし，mōshikomiyōshi，申請表）

文部科學省也指明有個別辭彙要省略送假名，例如：
- ：本作（koi，戀愛）
- ：本作（hikari，光）
- ：本作（hanashi，談話）

另外，所有規則中的省略假名皆為僅省略寫法，而非讀音，即送假名皆移到漢字內。而且此時假名常常被省略，否則可能視為不正確的寫法。比如讀作（uketsuke），根據規則應該省略在外的假名（ke），省略後的仍然讀作（uketsuke），而非將（ke）的讀音省略讀作不正確的（utsu）。
另外有些詞彙省略或者不省略送假名的情況都存在，但意義不同，而常常是從動詞派生出來的詞彙。例如：
- ：，hanasu，談話，動詞。由此產生出了：
  - ：，hanashi，談話，其連用形
  - ：，hanashi，談話，名詞